# Luthersville
Luthersville es un pueblo ubicado en el condado de Meriwether en el estado estadounidense de Georgia. En el censo de 2000, su población era de 783.

## Demografía
En el 2000 la renta per cápita promedia del hogar era de $28,906, y el ingreso promedio para una familia era de $29,444. El ingreso per cápita para la localidad era de $11,033. Los hombres tenían un ingreso per cápita de $26,250 contra $21,667 para las mujeres.

## Geografía
Luthersville se encuentra ubicado en las coordenadas 33°12′33″N 84°44′43″O / 33.20917, -84.74528 (33.209299, -84.745286).
Según la Oficina del Censo, la localidad tiene un área total de 8 km² (3,1 mi²), de la cual 8 km² (3,1 mi²) es tierra y 0 km² (0 mi²) (0.00%) es agua.